# Bonjour Paris !
Pour plus de détails, voir Fiche technique et Distribution.
Bonjour Paris ! est un long métrage d'animation français réalisé par Jean Image sorti en France en 1953.

## Synopsis
Alors qu'à Paris deux pigeons filent le parfait amour, M. La Tour (la Tour Eiffel) voudrait lui aussi attirer l'attention de la belle, mais sa grande taille le gêne, il accumule les maladresses et la capitale finit par le bouder. Pourtant lorsqu'un jour la tour disparaît, les Parisiens s'inquiètent et des recherches sont lancées. On songe même à construire un autre monument…

## Fiche technique
- Titre : Bonjour Paris ! ou La tour prend garde (cinéma)[1]
- Titres alternatifs : Bonjour Paris ! (téléfilm) ; Bonjour Paris ! On a volé la tour Eiffel (vidéo)
- Réalisation : Jean Image, avec la collaboration de Mose et Peter Sachs
- Scénario : Eraine Image
- Dialogues : Claude Santelli
- Prise de vues : Kostia Tchikine
- Direction de l’animation : Tissa David (en)
- Animation : Denis Boutin, Marcel Breuil, Pierre Watrin
- Décors : Pierre Baudin
- Musique : Jean Yatove
- Production : Films Jean Image
- Distribution : Alliance Générale de Distribution Cinématographique (AGDC)
- Format : couleurs (Technicolor), 35 mm
- Durée : 70 minutes[2]
- Date de sortie commerciale : 30 octobre 1953 (Raimu)
- Première diffusion hertzienne : 9 mars 1966 (ORTF)
- N° de visa : 10.781

## Voix originales
- François Périer : le narrateur
- Chansons interprétées par Tohama, Lucien Jeunesse, Claire Genet et les Quatre Barbus

## Commentaires
- Le film rappelle le talent poétique et la sensibilité musicale de Jean Image.
- Lors de sa diffusion télévisée aux États-Unis, ce deuxième long métrage du réalisateur avait remporté un vif succès. Sans doute les téléspectateurs américains reconnurent-ils eux aussi avec plaisir quelques lieux célèbres, tels que la basilique du Sacré-Cœur, les rives de la Seine, le métro, le Moulin Rouge ou le Louvre.